# 西蒂·祖莱卡
西蒂·祖莱卡（英語：Siti Zulaikha，2006年7月26日—），马来西亚女子羽毛球運動員。2024年7月2日，世界青少年排名高居女單第六位。

## 簡歷
2021年11月，西蒂·祖莱卡出战捷克青少年国际系列赛，在女单决赛以0比2（19-21、8-21）不敌队友的Ong Xin Yee赢得亚军。

## 主要比賽成績
只列出曾進入準決賽的國際賽事成績：
| 年份   | 賽事                     | 公開賽級別 | 項目     | 成績   |
| ------ | ------------------------ | ---------- | -------- | ------ |
| 2024年 | 斯里蘭卡羽毛球國際系列賽 | 國際系列賽 | 女子單打 | 亞軍   |
| 2024年 | 波昂羽球國際賽           | 未來系列賽 | 女子單打 | 準決賽 |
| 2024年 | 馬來西亞羽毛球國際系列賽 | 國際系列賽 | 女子單打 | 冠軍   |

| 2018-2026年 | 總決賽 | 超級1000賽 | 超級750賽 | 超級500賽 | 超級300賽 | 超級100賽 | 國際挑戰賽 | 國際系列賽 | 未來系列賽 | 其他 |